# Finale Coppa Italia 1995
De finale van de Coppa Italia van het seizoen 1994–1995 werd gehouden op 7 en 11 juni 1995. Juventus nam het op tegen Parma. De heenwedstrijd in het Stadio delle Alpi in Turijn werd met het kleinste verschil gewonnen door Juventus na een doelpunt van Sergio Porrini. Ook de terugwedstrijd in het Stadio Ennio Tardini in Parma werd gewonnen door de 'Oude Dame'. Porrini scoorde opnieuw, gevolgd door zijn ploeggenoot Fabrizio Ravanelli. 
Een maand eerder hadden beide ploegen het ook al tegen elkaar opgenomen in de UEFA Cupfinale. Toen trok Parma aan het langste eind.

## Finale

### Heenwedstrijd
|                   |             |       |       |                                                                                          |
| 7 juni 1995 21:00 | Juventus    | 1 – 0 | Parma | Stadio delle Alpi, Turijn Toeschouwers: 33.840 Scheidsrechter: Angelo Amendolia (Italië) |
| 7 juni 1995 21:00 | Porrini 10' |       |       | Stadio delle Alpi, Turijn Toeschouwers: 33.840 Scheidsrechter: Angelo Amendolia (Italië) |

| Juventus | Parma |

| Juventus:      |    |                       |     |
|                |    |                       |     |
| GK             | 1  | Michelangelo Rampulla | 70' |
| RB             | 2  | Ciro Ferrara          |     |
| CB             | 4  | Moreno Torricelli     |     |
| CB             | 5  | Sergio Porrini        |     |
| LB             | 3  | Alessandro Orlando    |     |
| CM             | 7  | Angelo Di Livio       |     |
| CM             | 8  | Didier Deschamps      | 61' |
| CM             | 6  | Paulo Sousa           |     |
| AM             | 10 | Alessandro Del Piero  |     |
| CF             | 9  | Gianluca Vialli       |     |
| CF             | 11 | Fabrizio Ravanelli    |     |
| Wisselspelers: |    |                       |     |
| MF             |    | Giancarlo Marocchi    | 61' |
| GK             |    | Lorenzo Squizzi       | 70' |
| MF             |    | Luca Fusi             | 79' |
| Coach:         |    |                       |     |
| Marcello Lippi |    |                       |     |

| Parma:         |    |                   |     |
|                |    |                   |     |
| GK             | 1  | Luca Bucci        |     |
| RWB            | 2  | Roberto Mussi     |     |
| CB             | 5  | Luigi Apolloni    |     |
| CB             | 6  | Fernando Couto    |     |
| CB             | 4  | Lorenzo Minotti   |     |
| LWB            | 3  | Alberto Di Chiara |     |
| CM             | 9  | Massimo Crippa    |     |
| CM             | 8  | Dino Baggio       | 82' |
| CM             | 11 | Gabriele Pin      | 75' |
| CF             | 9  | Marco Branca      |     |
| CF             | 10 | Gianfranco Zola   |     |
| Wisselspelers: |    |                   |     |
| MF             |    | Stefano Fiore     | 75' |
| FW             |    | Faustino Asprilla | 82' |
| Coach:         |    |                   |     |
| Nevio Scala    |    |                   |     |

### Terugwedstrijd
|                    |       |                           |          |                                                                                             |
| 11 juni 1995 21:00 | Parma | 0 – 2                     | Juventus | Stadio Ennio Tardini, Parma Toeschouwers: 23.823 Scheidsrechter: Pierluigi Collina (Italië) |
| 11 juni 1995 21:00 |       | 26' Porrini 54' Ravanelli |          | Stadio Ennio Tardini, Parma Toeschouwers: 23.823 Scheidsrechter: Pierluigi Collina (Italië) |

| Parma | Juventus |

| Parma:         |    |                   |     |
|                |    |                   |     |
| GK             | 1  | Luca Bucci        |     |
| RWB            | 2  | Roberto Mussi     |     |
| CB             | 5  | Luigi Apolloni    | 86' |
| CB             | 6  | Fernando Couto    | 46' |
| CB             | 4  | Lorenzo Minotti   |     |
| LWB            | 3  | Alberto Di Chiara |     |
| CM             | 9  | Massimo Crippa    |     |
| CM             | 8  | Dino Baggio       |     |
| CM             | 11 | Stefano Fiore     | 55' |
| CF             | 9  | Marco Branca      |     |
| CF             | 10 | Gianfranco Zola   |     |
| Wisselspelers: |    |                   |     |
| FW             | 16 | Faustino Asprilla | 46' |
| MF             |    | Roberto Sensini   | 55' |
| Coach:         |    |                   |     |
| Nevio Scala    |    |                   |     |

| Juventus:      |    |                       |     |
|                |    |                       |     |
| GK             | 1  | Michelangelo Rampulla |     |
| RB             | 2  | Ciro Ferrara          |     |
| CB             | 4  | Moreno Torricelli     |     |
| CB             | 5  | Sergio Porrini        |     |
| LB             | 3  | Giancarlo Marocchi    | 67' |
| CM             | 6  | Alessio Tacchinardi   |     |
| CM             | 7  | Angelo Di Livio       |     |
| CM             | 8  | Didier Deschamps      |     |
| AM             | 10 | Alessandro Del Piero  |     |
| CF             | 9  | Gianluca Vialli       | 30' |
| CF             | 11 | Fabrizio Ravanelli    |     |
| Wisselspelers: |    |                       |     |
| MF             |    | Antonio Conte         | 67' |
| DF             | 15 | Alessandro Orlando    | 30' |
| Coach:         |    |                       |     |
| Marcello Lippi |    |                       |     |

1922 ·
1923–1935 ·
1936 ·
1937 ·
1938 ·
1939 ·
1939 ·
1939 ·
1939 ·
1939 ·
1944–1957 ·
1958 ·
1959 ·
1960 ·
1961 ·
1962 ·
1963 ·
1964 ·
1965 ·
1966 ·
1967 ·
1968 ·
1969 ·
1970 ·
1971 ·
1972 ·
1973 ·
1974 ·
1975 ·
1976 ·
1977 ·
1978 ·
1979 ·
1980 ·
1981 ·
1982 ·
1983 ·
1984 ·
1985 ·
1986 ·
1987 ·
1988 ·
1989 ·
1990 ·
1991 ·
1992 ·
1993 ·
1994 ·
1995 ·
1996 ·
1997 ·
1998 ·
1999 ·
2000 ·
2001 ·
2002 ·
2003 ·
2004 ·
2005 ·
2006 ·
2007 ·
2008 ·
2009 ·
2010 ·
2011 ·
2012 ·
2013 ·
2014 ·
2015 ·
2016 ·
2017 ·
2018 ·
2019 ·
2020 .
2021 .
2022 .
2023 .
2024 .